# Antonio Lomelín
Antonio Lomelín Migoni plus connu sous le nom de Antonio Lomelín né le 26 décembre 1945 à Acapulco  (Mexique, État de Guerrero), mort le 7 mars  2004 à Mexico (Mexique), est un matador mexicain.

## Présentation et carrière
Son alternative a lieu face au taureau Tupinamba de la ganadería Rancho Seco avec pour parrain Manuel Capetillo et pour témoin Joselito Huerta. 
Il confirme son alternative dans la Monumental Plaza de toros México le 18 février 1968 avec pour parrain Joselito Huerta, et à Madrid le 28 mai 1970 avec pour parrain  Andrés Vásquez, et pour témoin, « Tinín », face à Montillano, taureau de la ganadería Alonso Moreno de la Cova. Il triomphe ce jour-là et remporte trois oreilles. Cependant, il ne reviendra pas toréer en Espagne.
L'essentiel de sa carrière remarquable s'est déroulée dans son pays d'origine d'où il est peu sorti. Après un premier retrait des arènes en 1996 où ses deux parrains Capetillo et Huerta lui ont coupé la coleta en public dans les arènes de Mexico, Lomelín décide de revenir dans le ruedo en 2001.
Puis il se retire définitivement et met fin à sa carrière dans les arènes de Progreso en 2002.
Les circonstances de sa mort ont provoqué une controverse, certains médias ayant annoncé son suicide, ce que d'autres ont contesté. Antonio serait mort d'un arrêt cardiaque. Il avait à son actif un nombre de blessures impressionnant.